# Каван Переира
Каван Фигередо Переира (порт. Kawan Figueredo Pereira; 17. јун 2002) елитни је бразилски скакач у воду. Његова специјалност су појединачни и синхронизовани скокови са даске са висина од једног и три метра, те скокови са торња.

## Каријера
Переира је дебитовао на међународној сцени 2018. на светском првенству за јуниоре у Кијеву, а годину дана касније дебитовао је и у сениорској конкуренцији пошто се изборио за место у репрезентацији Бразила за Светско првенство 2019. године. 
У Квангџуу 2019. Переира се такмичио у чак 5 дисциплина, а најбољи резултат остварио је у синхронизованим скоковима са торња где је у пару са Исаком Созом заузео десето место у финалу. У осталим дисциплинама није успео да прође квалификације, а најбољи резултат у појединачним скоковима остварио је у дисциплини даска 1 метар где је заузео укупно 22. место у квалификацијама.